# Jurij Bilonoh
Jurij Hryhorovyč Bilonoh (in ucraino Юрій Григорович Білоног?; Bilopillia, 9 marzo 1974) è un ex pesista ucraino.
Nel suo palmarès figurano un bronzo mondiale oltre a un oro e un bronzo europeo.

## Biografia
Nel dicembre del 2010, dopo quasi due anni di inattività a causa di vari infortuni, decide di terminare la sua carriera agonistica per dedicarsi al lavoro di allenatore.
Attualmente risiede a Odessa.
Nel dicembre 2012 gli viene tolta la medaglia d'oro olimpica vinta ad Atene 2004. Alcuni test antidoping svolti a distanza di anni dalla manifestazione, sui campioni prelevati all'atleta ad Atene, risultarono infatti positivi all'oxandrolone.
In seguito alla condanna di due anni sono stati annullati tutti i suoi risultati dal 18 agosto 2004 al 17 agosto 2006.

## Palmarès
| Anno | Manifestazione    | Sede          | Evento         | Risultato | Misura  | Note                                     |
| ---- | ----------------- | ------------- | -------------- | --------- | ------- | ---------------------------------------- |
| 1992 | Mondiali juniores | Seul          | Getto del peso | Oro       | 18,46 m | Miglior prestazione personale            |
| 1993 | Europei juniores  | San Sebastián | Getto del peso | 4º        | 17,74 m |                                          |
| 1995 | Mondiali indoor   | Barcellona    | Getto del peso | 5º        | 19,74 m | Miglior prestazione personale            |
| 1995 | Universiadi       | Fukuoka       | Getto del peso | Oro       | 19,70 m |                                          |
| 1997 | Mondiali indoor   | Parigi        | Getto del peso | Oro       | 21,02 m |                                          |
| 1997 | Mondiali          | Atene         | Getto del peso | 4º        | 20,26 m |                                          |
| 1997 | Universiadi       | Catania       | Getto del peso | Oro       | 20,34 m |                                          |
| 1998 | Europei           | Budapest      | Getto del peso | Bronzo    | 20,92 m | Miglior prestazione personale            |
| 1999 | Mondiali indoor   | Maebashi      | Getto del peso | Bronzo    | 20,89 m | Miglior prestazione personale stagionale |
| 1999 | Mondiali          | Siviglia      | Getto del peso | 5º        | 20,60 m |                                          |
| 2000 | Olimpiadi         | Sydney        | Getto del peso | 5º        | 20,84 m |                                          |
| 2001 | Mondiali indoor   | Lisbona       | Getto del peso | 8º        | 19,71 m | Miglior prestazione personale stagionale |
| 2001 | Mondiali          | Edmonton      | Getto del peso | 6º        | 20,83 m |                                          |
| 2001 | Universiadi       | Pechino       | Getto del peso | Argento   | 20,16 m |                                          |
| 2002 | Europei           | Monaco        | Getto del peso | Oro       | 21,37 m | Miglior prestazione personale stagionale |
| 2003 | Mondiali indoor   | Birmingham    | Getto del peso | Bronzo    | 21,13 m |                                          |
| 2003 | Mondiali          | Parigi        | Getto del peso | Bronzo    | 21,10 m |                                          |
| 2004 | Mondiali indoor   | Budapest      | Getto del peso | 8º        | 20,26 m |                                          |
| 2004 | Olimpiadi         | Atene         | Getto del peso | dq        | dq      |                                          |
| 2005 | Mondiali          | Helsinki      | Getto del peso | dq        | dq      |                                          |
| 2006 | Europei           | Göteborg      | Getto del peso | dq        | dq      |                                          |
| 2008 | Mondiali indoor   | Valencia      | Getto del peso | 17º       | 19,02 m |                                          |
| 2008 | Olimpiadi         | Pechino       | Getto del peso | 4º        | 20,63 m | Miglior prestazione personale stagionale |